# 도하 메트로

도하 메트로 로고

도하 메트로(아랍어: مترو الدوحة)는 카타르 도하의 도시철도 시스템이다. 2019년 5월 8일에 운행을 시작했다.